# Loboscelidiinae

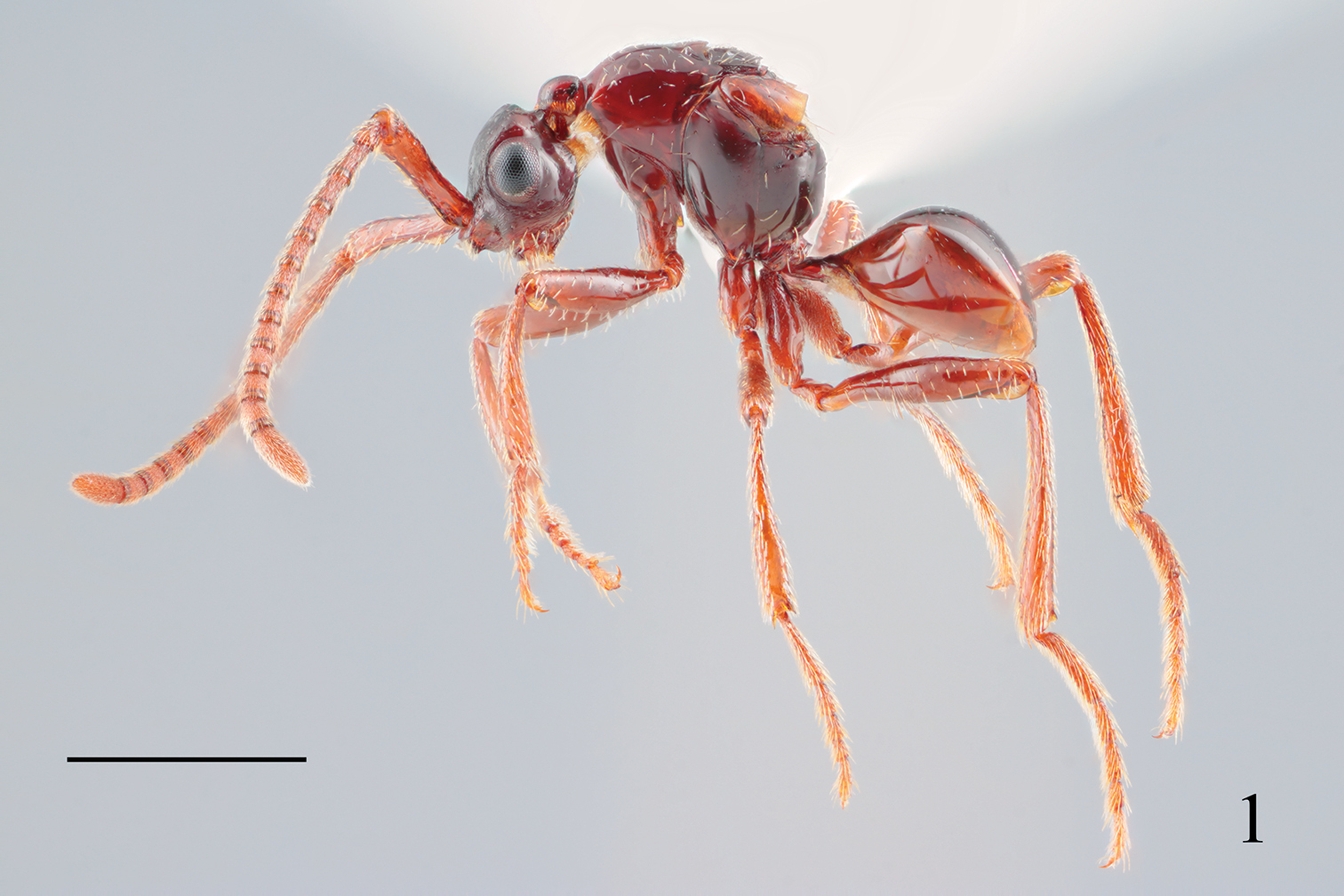
Самка осы Rhadinoscelidia lixa

Loboscelidiinae (лат.) — подсемейство ос-блестянок. 2 рода.

## Описание
Длина тела 2—4 мм. Усики 13-члениковые у обоих полов. Паразитоиды, в качестве хозяев используют яйца палочников (Phasmatodea).

## Распространение
Индомалайская зона, Австралия.

## Классификация
Ранее род Loboscelidia Westwood относили или к семейству наездников Diapriidae (Proctotrupoidea) или к орехотворкам Cynipidae (Cynipoidea) в качестве трибы Loboscelidiini. В 1961 году включены в качестве самостоятельного семейства в состав бетилоидных ос. 2 рода. Около 40 видов.
- Род Loboscelidia Westwood, 1874 (=Loboscelidoidea Westwood)
  - Loboscelidia australis Kimsey, 1988
  - Loboscelidia maculata Kimsey, 1988
  - Loboscelidia nigricephala Kimsey, 1988
  - Loboscelidia ora Kimsey, 1988
- Род Rhadinoscelidia Kimsey, 1988
  - Rhadinoscelidia delta Liu, Yao & Xu, 2011[5]
  - Rhadinoscelidia halimunensis Ubaidillah in Kojima & Ubaidillah, 2003[6]
  - Rhadinoscelidia malaysiae Kimsey, 1988